# ابراهیما دابو
ابراهیما دابو (انگلیسی: Ibrahima Dabo؛ زادهٔ ۲۲ ژوئیهٔ ۱۹۹۲) بازیکن فوتبال اهل فرانسه است.
از باشگاه‌هایی که در آن بازی کرده‌است می‌توان به اشاره کرد.
وی همچنین در تیم ملی فوتبال ماداگاسکار بازی کرده‌است.